# Ulan farkasfalka
Az Ulan farkasfalka a Kriegsmarine tengeralattjárókból álló második világháborús támadóegysége volt, amely összehangoltan tevékenykedett 1941. december 25. és 1942. január 9. között az Atlanti-óceán északi részén, a sarki vizeken. Az Ulan (Ulánus) farkasfalka három búvárhajóból állt, amelyek négy hajót elsüllyesztettek, egyet megrongáltak. A tengeralattjárók nem szenvedtek veszteséget.

## A farkasfalka tengeralattjárói
| A hajó száma | Parancsnoka          | Részvétel kezdete  | Részvétel vége   |
| ------------ | -------------------- | ------------------ | ---------------- |
| U–134        | Rudolf Schendel      | 1941. december 25. | 1942. január 19. |
| U–454        | Burckhard Hackländer | 1941. december 25. | 1942. január 18. |
| U–584        | Joachim Deecke       | 1941. december 25. | 1942. január 10. |

## Elsüllyesztett hajók
| Dátum            | A búvárhajó száma | A hajó neve         | Nemzetisége        | Vízkiszorítása | Konvoj |
| ---------------- | ----------------- | ------------------- | ------------------ | -------------- | ------ |
| 1942. január 12. | U–134             | Waziristan          | Egyesült Királyság | 5135           | PQ–7A  |
| 1942. január 10. | U–584             | M–175*              | Szovjetunió        | 206            |        |
| 1942. január 17. | U–454             | Harmatris***        | Egyesült Királyság | 5395           | PQ–8   |
| 1942. január 17. | U–454             | HMS Matabele**      | Egyesült Királyság | 1870           | PQ–8   |
| 1942. január 17. | U–454             | RT–68 Jenyiszej**** | Szovjetunió        | 1107           |        |

* Tengeralattjáró

** Hadihajó

*** A hajó nem süllyedt el, csak megrongálódott

**** Halászhajó